# 730e compagnie de munitions
Le 1er avril 1951, la 730e compagnie de munitions (730e CMu) est créée par PV no 4 de l’intendance 414. Elle dépend du 252e B.R.M. et est stationnée à Kenzingen. À partir de juillet 1960, elle est rattachée au bataillon du groupement logistique no 5 ; puis , à partir de janvier 1973, directement au commandant de direction du matériel du 2e C.A. des F.F.A.
Le 1er septembre 1978, elle rejoint la garnison de Stetten et prend l'appellation de 730e groupement de munition (730e GMu). Le régiment est dissous le 30 juin 1985

## Histoire
Cette compagnie était chargée de l'approvisionnement en munition des unités du deuxième corps d'armée et des forces françaises en Allemagne stationnée à l'est de la Forêt-Noire.
La compagnie gérais divers dépôts de munitions : Breithülen (Dépôt d'armée 61),, Donaueschingen (restitué à la RFA entre 1975 et 1979), Kenzingen (Dépôt d'armée 59), Offenbourg. (Dépôt d'armée 58), Stetten (Dépôt d'armée 63).

## Traditions

### Insigne

#### Période Kenzingen
Écu allemand taillé d’azur et argent à un missile posé en barre sur l’azur et brochant sur une roue crénelée d’argent. En pointe insigne général du matériel de type 1 chargé du nombre 730.
- N° d’homologation et date :  G 1029 le 9 juin 1953. Fabricant : Drago.

#### Période Stetten
Écu ancien d’azur à orle d’argent portant en cœur une roue dentée et une grenade du même avec l’inscription Festina lente de sable. Sept étoiles et brochant sur la partie sénestre de la roue une roquette, l’ensemble d’or. En pointe une flamme de gueules et d’or au-dessus de l’inscription 730 de sable sur fond argent.
- N° d’homologation et date :  G 1864. Fabricant :  Drago, Delsart.

### Devise
Sa devise est « Festina lente » (hâte-toi lentement)

## Liste des chefs de corps

### Période Kenzingen
- Lieutenant Superbie (1er avril 1951 - 30 avril 1951)[1]
- Lieutenant Guennou (provisoire, 1er mai 1951 - 31 mai 1951)[1]
- Capitaine Perronnet (1er juin 1951 - 30 avril 1953)[1]
- Lieutenant Guennou (provisoire, 1er mai 1953 - 31 décembre 1953)[1]
- Capitaine Gsell (1er janvier 1954 - 31 mars 1957)[1]
- Capitaine Poupon (1er avril 1957 - 30 octobre 1959)[1]
- Lieutenant Lallart (1er novembre 1959 - 31 mars 1961)[1]
- manque la période 1961 à 1963
- Capitaine Laidet (1er juin 1963 - 11 juin 1967)[1]
- Capitaine Veron (12 juin 1967 - 11 juin 1968)[1]
- Lieutenant Carme (16 octobre 1968 - 22 juillet 1970)[1]
- Capitaine Cornuel (23 juillet 1970 - 12 juillet 1974)[1]
- Ingénieur 1re classe Farkas (13 juillet 1974 - 5 septembre 1977)[1]
- Capitaine Zimmermann (6 septembre 1977 - 31 août 1978)[1]

### Période Stetten
- Capitaine Zimmermann (1er septembre 1978-5 septembre 1979)[3]
- Capitaine Fontaine (6 septembre 1979-4 septembre 1981)[3]
- Capitaine Tuffreau (5 septembre 1981-28 juillet 1983)[3]
- Capitaine Matteaccioli (29 juillet 1983-31 juillet 1984)[3]
- Commandant Bergeot (1er août 1984-30 juin 1985)[3]